# Guillermo José del Corral Díez
Guillermo José del Corral Díez, né le 13 juillet 1954, est un homme politique espagnol membre du Parti socialiste ouvrier espagnol (PSOE).

## Biographie

### Vie privée
Il est marié.

### Activités politiques
Il est député au Parlement de Cantabrie entre 2015 et 2019.
Le 15 juillet 2015, il est désigné sénateur par le Parlement de Cantabrie en représentation de la Cantabrie.